# 渋沢サツキ
渋沢サツキ（しぶさわ サツキ）は日本の漫画家。
かつては「渋沢さつき」名義で活動していた。
代表作は『白 HAKU』。

## 主な作品
渋沢さつき名義
- 運命の女神(全1巻)
- HOT SHOT(全1巻)
- 白 HAKU(『別冊近代麻雀』、全4巻)
- 黒の男(『別冊近代麻雀』、『白 HAKU』のスピンオフ、全2巻)
- 殺し屋ネコ(『近代麻雀』、既刊1巻、未完)
- 弾丸闘牌 凌駕(『近代麻雀』、原案:山本修生、全4巻)
- TALES IN THE ATTIC(短編集)

渋沢サツキ名義
- 暴走総理(『プレイコミック』、既刊1巻)
- 真夜中の相棒(『週刊漫画TIMES』、全1巻)
- 白 NEXT GENERATION(『近代麻雀』、『白 HAKU』及び『黒の男』の続編、未完)
- 殺し屋クトー(読切、『殺し屋ネコ』のセルフリメイク)
- シャモア 孤高の闘牌(『近代麻雀オリジナル』、原作:花崎圭司、協力:伊藤誠、既刊1巻)
- MIROKU(『近代漫画』、未完)